# Treizième Docteur
Le Treizième Docteur est la treizième incarnation du Docteur, personnage principal de la série télévisée de science-fiction britannique Doctor Who. Elle est interprétée par l'actrice anglaise Jodie Whittaker durant trois saisons, succédant au douzième Docteur à l'issue de l'épisode de Noël Il était deux fois en 2017.
Il s'agit de la première incarnation féminine du Docteur. Elle est accompagnée par Yasmin Khan (Mandip Gill), Graham O'Brien (Bradley Walsh) et Ryan Sinclair (Tosin Cole) dès son premier épisode. Elle fait face à des ennemis iconiques de la série : les Daleks, les Cybermen, les Anges Pleureurs ou encore le Maître, incarné par Sacha Dhawan entre 2020 et 2022. Après le départ de Graham O'Brien (Bradley Walsh) et Ryan Sinclair (Tosin Cole) dans l'épisode Nouvel an de 2021 (La Révolution des Daleks), un nouveau compagnon fait son apparition lors du Chapitre 1 (L'Apocalypse d'Halloween) de la Saison 13 (Flux) prénommé Daniel 'Dan' Lewis (John Bishop) qui partira à son tour lors de l'épisode spécial 100 ans de la BBC (Le Pouvoir du Docteur) suivi, à la fin, par Yasmin Khan (Mandip Gill).
Elle se régénère à la fin de l'épisode Le Pouvoir du Docteur, diffusé à l'occasion du centenaire de la BBC en 2022, pour devenir le Quatorzième Docteur, incarné par David Tennant.
Son ère est marquée par une baisse quasi continue des audiences dès le début de la saison 11 (2018), une baisse déjà entamée sous l'ère du Douzième Docteur, mais qui atteint son paroxysme avec les derniers épisodes de Jodie Whittaker, qui sont parmi les moins regardés de la série. Matt Strevens, producteur-exécutif de la série de 2018 à 2022, s'en défend et estime que les taux d'audience sont « toujours très forts » et « vraiment respectables ».

## Histoire du personnage

### Épisode de Noël (2017)
À la fin de Il était deux fois, le Treizième Docteur succède au Douzième Docteur, qui s'était jusqu'ici retenu de se régénérer à la suite de ses blessures dans Le Docteur tombe. L'intérieur du TARDIS est gravement endommagé au cours de la régénération. Le Docteur découvre son nouveau visage en se regardant dans l'écran, au-dessus de la console de commande. Un instant après, elle appuie sur un bouton, mais les dommages subis par le TARDIS le font dysfonctionner et le Docteur se retrouve expulsée du TARDIS en plein vol. Elle assiste impuissante à l'explosion de l'intérieur de la salle de commandes pendant sa chute.

### Saison 11 deDoctor Who
La chute libre du Treizième Docteur se termine dans La Femme qui venait d'ailleurs, où elle s'écrase dans le Yorkshire, dans le train conduisant Graham O'Brien et son épouse, Grace, chez eux. Ce même train était en fait attaqué par une créature extraterrestre électrique, et le Docteur essaya tant bien que mal de gérer la situation en même temps que découvrir son nouveau corps. Avec Graham, sa femme, le petit-fils de cette dernière, nommé Ryan, et une policière-stagiaire nommée Yasmin, le Docteur se retrouve face au guerrier Tzim-Sha de la race des Stenzas, en pleine chasse à l'homme. Avec ses nouveaux amis, le Docteur arrête l'alien voulant s'en prendre au conducteur de grue Karl Wright pour prouver sa valeur aux yeux de son peuple. Le Docteur force Tzim-Sha à prendre la fuite mais Grace meurt pendant l'affrontement. Le Docteur se fabrique en chemin un nouveau tournevis sonique avec des cuillères fondues et trouve le moyen de se téléporter au TARDIS, impossible à localiser. Lorsque le Docteur se téléporte dans son vaisseau, un dysfonctionnement la fait apparaître dans le vide spatial, accompagné involontairement de ses trois nouveaux compagnons.
Sauvés par les vaisseaux d'Angstorm et Epzo, deux finalistes d'une course intergalactique, au début de Le Monument fantôme, les quatre nouveaux aventuriers s'écrasent sur Désolation, une planète dont la civilisation fut anéantie par le peuple Stenza, et où se trouverait son TARDIS. Attaquée par des créatures monstrueuses et télépathes, le Docteur se fait surnommer "l'enfant hors du temps, le renégat abandonné et inconnu", ce qui suppose qu'ils connaissent certains secrets du Seigneur du Temps. Le Docteur atteint la ligne d'arrivée et, avec les deux finalistes, retrouve son TARDIS réparé et métamorphosé.
Dans l'épisode suivant, Rosa, le Docteur a du mal à piloter son vaisseau dont la console a changé, et finit par atterrir le 30 novembre 1955 à Montgomery, dans l'Alabama, c'est-à-dire la veille du jour où Rosa Parks a refusé de céder sa place à un passager blanc dans un bus. Alors qu'elle s'apprêtait à repartir avec ses compagnons, le TARDIS détecte de l'énergie temporelle. Le Docteur décide donc de faire un arrêt et de trouver la source de cette énergie. Avec ses amis Graham, Yasmin et Ryan, ils découvrent une société profondément marquée par la ségrégation raciale, et rencontrent par hasard Rosa Parks elle-même, qui était, selon Ryan, un modèle pour la grand-mère de ce dernier, Grace. Le Docteur finit par remonter à la source de l'énergie temporelle et découvre Krasko, un ancien prisonnier de Stormcage (comme l'était River Song) qui voyage en manipulateur de vortex. Ce dernier a l'intention de changer l'histoire (il révèle plus tard dans l'épisode ses convictions racistes, qualifiant les personnes noires d'« espèce »), et le Docteur et ses compagnons font tout pour que l'histoire se déroule comme prévu, au détail près. Tout finit bien, mais, au moment où Rosa Parks monte dans le bus, le Docteur annonce à ses compagnons qu'ils sont obligés d'assister à la scène sans pouvoir défendre ou aider Rosa Parks, sans quoi l'histoire s'en verrait changée. Après l'arrestation de celle-ci, le Docteur rassure Yasmin, Ryan et Graham en leur montrant que l'histoire n'a pas été bouleversée et que Rosa Parks recevra la Médaille présidentielle de la Liberté de la main du Président américain Bill Clinton en 1996. Elle leur assure qu'elle a changé le monde entier.
Au début de Arachnides au Royaume-Uni, le Docteur réussit enfin à stabiliser son TARDIS et à ramener Ryan, Graham et Yasmin à Sheffield, où ils rencontrent la famille de Yasmin, mais aussi des araignées géantes qui s'en prennent aux humains. Avec l'aide d'une scientifique spécialisée en arachnologie, Jade McIntyre, ils explorent un hôtel de Jack Robertson, homme d'affaires qui souhaite être président des États-Unis en 2020, qui semble être la base de ces araignées. Sous l'hôtel, ils découvrent un énorme tunnel qui explique la prolifération et l'existence de telles araignées : une autre compagnie de Jack Robertson, JLR Disposal, qui s'occupe des déchets du laboratoire de Jade McIntyre ; parmi ces déchets se trouvent les carcasses des araignées, mélangées aux substances toxiques. L'hôtel héberge la mère de toutes les araignées, de la taille d'un van, mais la taille de celle-ci l'empêche de respirer convenablement : elle suffoque, mais Robertson décide de la tuer avec une arme à feu. De retour à Sheffield, Ryan, Graham et Yasmin changent d'avis et demandent au Docteur de continuer à voyager ensemble. Elle les met toutefois en garde quant à leur survie, qu'elle ne peut garantir. Ils décident tout de même de repartir à l'aventure, et ils pilotent le TARDIS tous ensemble.
On retrouve le Treizième Docteur et ses compagnons sur une planète dépotoir, en train de chercher quelque chose, dans Le Casse-tête de Tsuranga, jusqu'à ce qu'une mine explose et les blesse. Ils se réveilleront sur le vaisseau "Tsuranga", un vaisseau complètement automatisé qui se dirige vers une station d'hôpital. Une fois que le Docteur a accès aux commandes du Tsuranga, elle découvre que quelque chose se dirige vers eux : il s'agit d'une espèce extra-terrestre, qui parvient à s'infiltrer dans les tuyaux du vaisseau et qui le dévore petit à petit, jusqu'à chercher à dévorer la source d'énergie du vaisseau. En coopérant avec les autres passagers, le Docteur, Yasmin, Ryan et Graham parviennent à piéger le Pting, le petit extra-terrestre indestructible. Elle retire une bombe implantée dans le vaisseau, l'activant, et attirant le Pting grâce à son tournevis sonique, qui finit par ingurgiter la bombe. Le Docteur désamorce le hub dans lequel l'extra-terrestre était, sauvant les divers passagers, à l'exception d'Eve, pilote qui souffrait d'un souci cardiaque et qui est morte en cherchant à ramener tout le monde vers la station d'hôpital. Avant de repartir, le Docteur et ses compagnons commémorent sa mémoire avec tous les autres passagers.

Carte de la Partition des Indes en 1947.

Au début de l'épisode suivant, Les Démons du Pendjab, Yasmin demande au Docteur d'aller en Inde pour rencontrer sa grand-mère Umbreen lorsque cette dernière était jeune. Le Docteur accepte mais rappelle qu'il ne faut surtout pas interférer dans le cours de l'histoire. Ils rencontrent ainsi Prem, le premier mari d'Umbreen, dont Yasmin ignorait l'existence. Le mariage approche, malgré les réticences de la famille d'Umbreen : en effet, Prem est hindou, alors qu'Umbreen est de confession musulmane. Toutefois, le Docteur, comprenant que son TARDIS a atterri la veille de la partition des Indes, le 14 juillet, dit à la famille de se dépêcher d'organiser le mariage. Prem affirme au Docteur qu'il a vu des êtres extra-terrestres plusieurs fois, notamment lorsque son frère est mort au front pendant la Seconde Guerre mondiale. En enquêtant dans une forêt voisine, le Docteur et Ryan découvrent qu'il s'agit des Thijariens, une race très meurtrière ; mais il se trouve que les deux extra-terrestres devant eux sont les derniers de leur espèce, et qu'ils voyagent dans l'espace et le temps afin de commémorer la mémoire de ceux qui meurent seuls. Le Treizième Docteur comprend alors que Prem va trouver la mort au cours de la Partition des Indes. Umbreen et Prem décident donc de se marier, le Docteur fera une cérémonie à la fois musulmane et hindoue, mais Manish, le frère de Prem, s'opposant fermement à cette union, a amené des nationalistes hindous pour empêcher le mariage. Prem, une fois marié à Umbreen, décide d'aller se confronter à eux tandis que la famille de sa femme prend la fuite. Il est abattu. Umbreen n'a gardé qu'une montre de lui, elle la donnera à Yasmin dans le futur. Le Docteur ramène ses amis dans le présent, afin que Yasmin puisse retourner voir sa grand-mère.

### Épisode du Nouvel An (2019)

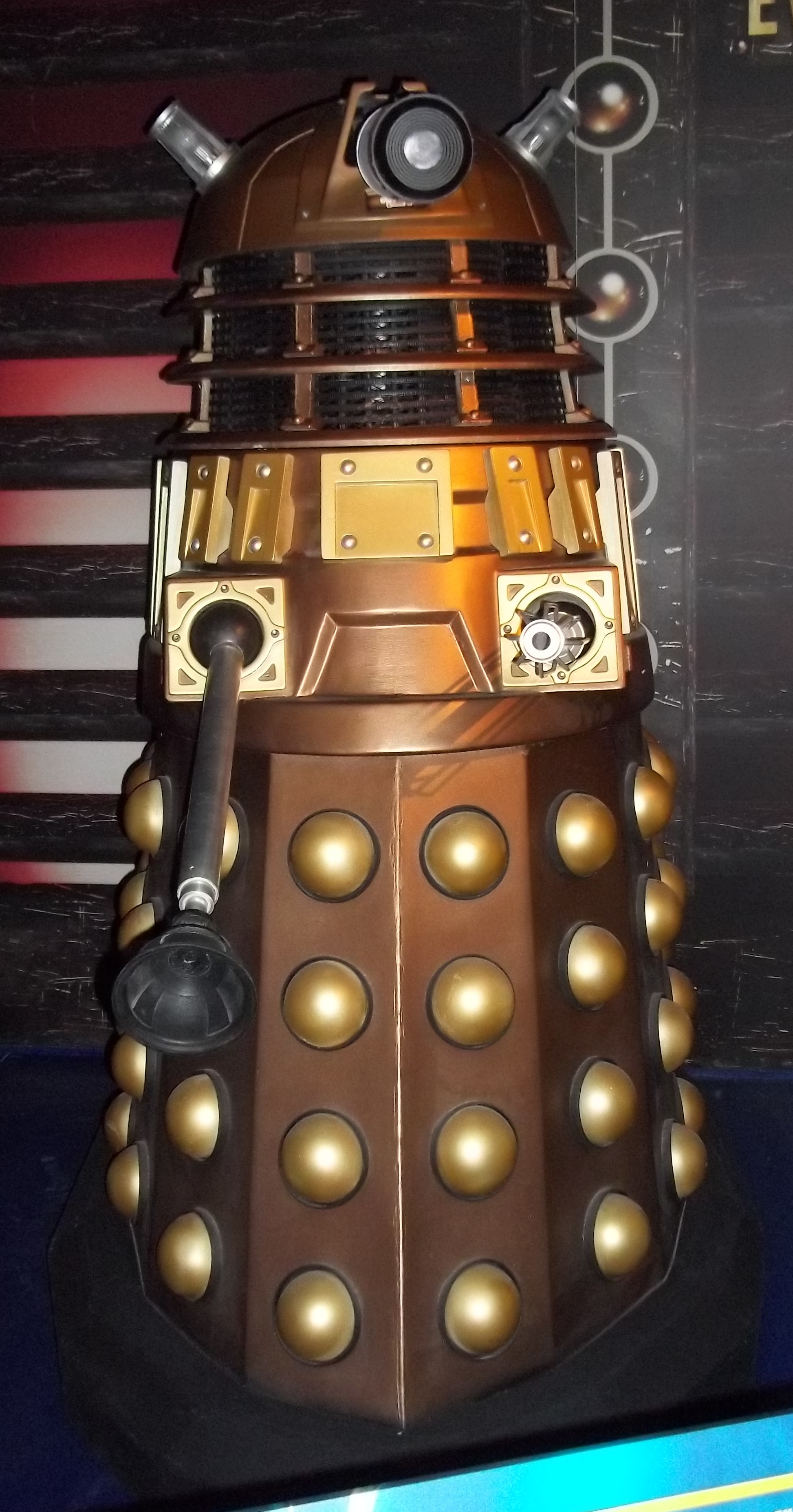
Un Dalek dans son armure traditionnelle.

Au IXe siècle, un grand ennemi est vaincu en terre de Bretagne. Les trois chefs de clan alliés décident de s'assurer qu'il ne reviendra pas en coupant son corps en morceaux et tenant ceux-ci aussi éloignés que possible. Lors du nouvel an 2019, l'un des fragments est retrouvé sur un chantier dans les égouts de Sheffield et se réveille. Le Docteur interrompt sa tournée des réveillons avec Ryan, Yasmin et Graham pour enquêter et découvrir avec horreur que l'ennemi n'est autre qu'un Dalek, faisant donc de cet épisode la première rencontre du Treizième Docteur avec un Dalek. Ce Dalek était l'un des premiers Daleks à avoir été envoyé sur Terre en éclaireur. Il tente donc d'accomplir sa mission avec douze siècles de retard, en cherchant à appeler la flotte Dalek et à procéder à l'invasion de la Terre, en possédant Lin, une archéologue d'une vingtaine d'années, grâce à qui il parvient à reconstruire un corps de métal. Le Docteur pense à demander l'aide de UNIT, mais est surprise d'apprendre que l'organisation a été suspendue. Avec l'aide de ses compagnons, de Lin et Mitch, son collègue archéologue, ainsi que du père de Ryan, le Docteur parvient à élaborer un plan afin de détruire le caisson de métal dans lequel le Dalek s'est enfermé. Alors que le Dalek semble enfin vaincu, il parvient à posséder le père de Ryan et cherche à prendre le contrôle du TARDIS. Le Treizième Docteur accepte, mais au lieu de l'amener sur la flotte Dalek, elle le piège et atterrit devant un soleil en train de devenir une supernova, ce qui a pour conséquence d'aspirer progressivement le Dalek, mais également le père de Ryan, auquel il s'accroche. Son fils parvient à le sauver juste avant la fermeture des portes, laissant le Dalek mort.
Une fois tout le monde ramené à leur place, le Docteur et ses compagnons décident de repartir pour de nouvelles aventures.

### Saison 12 deDoctor Who
C'est dans la saison 12 que l'histoire du Docteur change complètement. Déjà annoncé dans Le Monument fantôme, le fil rouge de la saison est l'Enfant Intemporel. Mis en place dès le cliffhanger du premier épisode de la saison, le Maitre annonce cet arc narratif au Docteur en disant que « tout ce qu'elle pense connaitre est un mensonge ». À la fin du deuxième épisode, le Docteur apprend que le Maitre a détruit Gallifrey, tant sa haine face à sa découverte était importante. Les Seigneurs du Temps ont menti sur l'origine de leur espèce et sur l'Enfant Intemporel.
Pendant les épisodes 3 et 4, cet arc narratif n'est pas précisément développé, sauf quand la Reine de l'épisode La Nuit de terreur de Nikola Tesla demande au docteur si « elle avait déjà vu une planète morte », faisant ici référence à Gallifrey détruite.
L'épisode 5, Le Contrat des Judoons, explore en profondeur l'arc narratif de la saison. On découvre que Ruth, la guide de Gloucester, est en réalité une incarnation passée du Docteur, dont le Treizième Docteur ne se souvient pas, travaillant pour un groupe de Seigneurs du Temps. Elle possède également un TARDIS à l'apparence d'une cabine de police. Le Docteur, sous le choc, retourne vers son TARDIS et apprend par ses compagnons, qui ont rencontré Jack Harkness, qu'elle doit se méfier du « Cyberman Solitaire » et qu'elle ne doit pas lui donner ce qu'il veut.
Lors de l'épisode 7, on découvre le cauchemar du Docteur : l'Enfant Intemporel.
Lors de l'épisode 8, le Docteur découvre le Cyberman Solitaire. Elle est contrainte, pour sauver la vie de Percy Shelley et garder l'Histoire en ordre, de donner le Cyberium, une molécule ayant toutes les connaissances des Cybermens. Les héros se dirigent vers la cyberguerre afin de stopper les conséquences des actes du Docteur.
Lors de l'épisode 9, le Docteur et ses amis arrivent après la guerre. Quelques humains sont encore en vie et les Cybermens sont décidés à les tuer. La mission est de rejoindre Ko Sharmus et de traverser la « Frontière », une faille qui permet aux réfugiés de partir en un autre endroit de l'Univers. Une fois le Docteur sur place, la Frontière projette des images de Gallifrey et le Maitre sort du portail.
Lors du final de la saison 12, le Maitre et le Docteur retournent sur Gallifrey. Le Maitre explique au Docteur qu'en réalité elle est l'Enfant Intemporel : une enfant perdue ou abandonnée, récupérée par Tecteun, une Shabogane, et ramenée sur Gallifrey. Ayant la capacité de se régénérer, Tecteun a enquêté sur la génétique de l'enfant et découvert le gène de la régénération, dont il a fait don aux citoyens de la Citadelle. Le peuple s'est renommé Seigneurs du Temps. L'enfant a ensuite travaillé pour un groupe nommé la Division. À ce jour, ne sont connues que 17 incarnations antérieures au Premier Docteur. Le Maitre, aidé par les Cybermens, convertit les corps des Seigneurs du Temps et les transforme en Cybermaitres. Le Maître, ayant absorbé le Cyberium, décide de régner sur l'Univers. Le Docteur place des explosifs dans le vaisseau des Cybermens et souhaite le faire exploser. Elle dit adieu à ses amis et aux derniers humains et les ramène sur Terre en 2020. Prête à se sacrifier, Ko Sharmus prend sa place et s'enfuit en prenant un autre TARDIS, qui la ramène au vrai TARDIS.
Voulant retrouver ses amis, elle est arrêtée par les Judoons et est faite prisonnière sans procès.

### Épisode du Nouvel An (2021)
Après avoir été arrêté et placé dans une prison pendant plusieurs décennies, elle est secouru par le Captain Jack Harkness et retourne auprès de Ryan, Graham et Yaz mais après 10 mois d'absence. Elle apprend que les Daleks sont de retour et de mèches avec Jack Robertson (Arachnides au Royaume-Uni) et Jo Patterson. Après s'être rendue dans l'usine de fabrication de Robertson, elle se rend à Osaka au Japon où une annexe de l'entreprise de Robertson est ouverte sans qu'il en ait conscience. Le Docteur se retrouve face à des dizaines de cuves contenant des Daleks hors de leurs coques en Dalekanium. Leo Rugazzi, un associé de Jack Robertson, se retrouve contrôlé par un Dalek afin de mettre en place sa revanche.
Les Daleks dans les cuves se retrouvent téléportés dans les drones de sécurité en forme de Daleks et se mettent à décimer tout le monde y compris Jo Patterson, nouvelle première ministre britannique. Le Dalek qui contrôle Leo le tue en se téléportant.
De retour dans le TARDIS, le Docteur décide, malgré les contre-indications de Jack, de faire appel, de façon anonyme, à un vaisseau Dalek dans le but de détruire tous les Daleks de Robertson.
Malgré la trahison de Jack Robertson qui l'a dénoncée aux Daleks, le Docteur réussit à se débarrasser des Daleks restant dans le ciel en utilisant le TARDIS de secours pris sur Gallifrey pour bloquer les Daleks à l'intérieur et les envoyer dans le Void. De l'autre côté, Jack Harkness, Ryan et Graham, après avoir récupéré Jack Robertson des mains des Daleks, font exploser le vaisseau Dalek et retourne dans le TARDIS du Docteur.
Une fois tout ceci terminé, Ryan et Graham retrouvent Yaz et le Docteur dans le TARDIS. S'apprêtant à partir, Ryan décide de ne plus voyager avec le Docteur. Graham décide à son tour de partir afin de passer un peu plus du temps avec Ryan. Yaz, quant à elle, décide de rester avec le Docteur. Un dernier adieu se fait avec la Team TARDIS laissant Graham et Ryan partir, laissant Yaz seule avec le Docteur triste de les voir partir et espérant trouver une solution pour rester avec eux.

### Saison 13 /Doctor Who: Flux
Après le départ de Graham et Ryan, Yaz et le Docteur continuent de voyager ensemble. Elles finissent capturées par une créature Lupari appelée Karvanista et réussissent à s'échapper et à retourner dans le TARDIS afin de l'arrêter en direction de la Terre. Pendant leur voyage vers la Terre, le Docteur subit une connexion psychique avec une créature nommée Swarm qui réussit à s'échapper de sa cellule de détention où il était enfermé depuis des millénaires par la Division. Le Docteur revient à elle et découvre que le TARDIS semble avoir une fuite. Elles se mettent finalement en direction de la Terre pour le 31 octobre 2021. Une fois arrivée sur Terre, à Liverpool, Anfield, le Docteur découvre des traces de technologie Lupari dans la maison d'un certain Daniel 'Dan' Lewis qui a été capturé par Karvanista un peu plus tôt. Sur le point d'être piégée par Karvanista, la maison de Dan finit rétrécie par la technologie Lupari pour effacer ses traces. Avant de poursuivre Karvanista, une femme nommée Claire Brown accoste le Docteur et Yaz leur faisant comprendre qu'elle les connait, elles pas encore. De retour dans le TARDIS, le Docteur et Yaz se retrouvent de l'autre côté de la porte du TARDIS qui semble avoir été dédoublée. Elles finissent par se retrouver sur le vaisseau de Karvanista pour sauver Dan et arrêter Karvanista. Le Docteur lui fait face et lui demande des infos sur la Division. Elle finit par découvrir que les Lupari sont une espèce liée à l'humanité et a pour but de les sauver du Flux. Une fois Dan secouru et ramené dans le TARDIS, avec une 3e entrée encore à un autre endroit, le Docteur, Yaz et Dan se rendent en direction du Flux pour savoir ce que c'est. Une fois à l'extrémité du système solaire, le Docteur, Yaz et Dan découvre une vue magnifique avant d'être interrompues par les Cloches du Cloître du TARDIS qui se mettent à sonner pour prévenir de l'arrivée du Flux. À ce moment, le Docteur ressent la souffrance de l'univers et tout ce que le Flux provoque en détruisant les planètes. Elle se retrouve de nouveau dans une connexion psychique avec Swarm dans une zone inconnue et entièrement poussiéreuse. Elle découvre que cette créature nommée Swarm connait le Docteur depuis très longtemps sauf qu'elle, ne le connait pas. De retour parmi Yaz et Dan, elle aperçoit le Flux se diriger vers le TARDIS et s'empresse de foncer en direction de la Terre et demande à Karvanista de créer un bouclier de protection autour de la Terre pour la protéger du Flux. Une fois le bouclier protégeant la Terre mis en place, le Docteur tente d'arrêter le Flux en envoyant l'énergie du Vortex dans le Flux, cependant cela n'a aucun effet. Le Docteur se retrouve face au Flux qui se rapproche du TARDIS pour l'avaler complètement.
Le Docteur se réveille sur une plaine inconnue avec, en face d'elle, une maison en ruine flottant dans l'air. Tentant de s'en approcher, elle finit par reprendre conscience sur un champ de bataille avec Yaz et Dan. Ils font la connaissance de Mary Seacole et finissent par comprendre qu'ils se trouvent à Sébastopol lors de la guerre de Crimée et découvrent également que, les Russes, qui, initialement, font face aux Anglais, ont été remplacés par les Sontariens. Une fois arrivé au 'British Hotel' de Mary Seacole, le Docteur voit Dan et Yaz être expulsés à travers le temps et l'espace laissant le Docteur seule dans la guerre de Crimée. Le Docteur finit par faire la rencontre d'un Sontarien blessé dont Mary Seacole s'est occupée. Avant de le laisser partir, le Docteur lui propose de parler avec son commandant en échange de lui livrer le Docteur sans dire que c'est elle. Après la libération du Sontarien, le Docteur et Mary Seacole le suivent pour savoir où se trouve sa base. Elles finissent par arriver devant une armée de vaisseau Sontarien. Le Docteur demande à Mary Seacole d'analyser tout ce qui se passe. Le lendemain elle fait la rencontre d'un commandant Sontarien, lui demandant expressément de quitter la Terre mais elle se fait stopper par le commandant hébergé par Mary Seacole et arrêter par un garde. Elle retourne auprès de Mary Seacole toujours en train d'observer la base des Sontariens et la prévient que le commandant et ses soldats ont attaqué les Sontariens. Mary et le Docteur se rendent dans un vaisseau Sontarien pour découvrir ce qu'il mijote, le Docteur finit par être en communication avec Dan qui se trouve dans un autre vaisseau Sontarien à Liverpool. Ils discutent sur le potentiel plan des Sontariens avant de se faire découvrir par le commandant des Sontariens. Une fois de retour dans le 'British Hotel' elles découvrent les nombreux soldats blessés. Grâce aux infos collectées par Mary Seacole et les infos transmises par Dan depuis Liverpool, le Docteur met en place un plan d'attaque pour faire battre en retraite les Sontariens. De retour à la base des Sontariens, Mary, le Docteur et le commandant passent à l'offensive sauf que le commandant n'est pas d'avis de faire ce que le Docteur veut. Après une discussion avec le commandant des Sontariens, ce dernier décide de rentrer de façon stratégique pour ne pas dire 'battre en retraite'. De retour auprès de Mary et le commandant, ils se mettent à l'abri avant que la base entière explose. Le Docteur s'en va en direction de Liverpool avec le TARDIS pour récupérer Dan et retrouver Yaz, sauf que le TARDIS se retrouve dérouté en direction du Temple d'Atropos sur la planète Temps. Elle fait la rencontre de Swarm et Azure qui ont capturé Yaz et Vinder, qui se trouvaient dans une station spatiale avant d'échapper au Flux, et les ont mis à la place des Mouri qui contrôlent et maintiennent le Temps dans le Temple d'Atropos. Swarm est sur le point de faire traverser la force complète du temps à travers Yaz et Vinder provoquant ainsi leur mort. Azure fait un compte à rebours jusqu'à ce que Swarm claque des doigts pour activer la force du temps à travers eux. (À suivre)
Chapitre Trois : Il n'était pas une fois

### Épisode du Nouvel An (2022)
Un épisode nommé "Eve of the Dalek" dans lequel le Docteur, Yasmin et Dan Lewis se retrouvent bloqués dans une bulle temporelle avec deux inconnus et surtout une menace d'invasion Daleks.

### Épisode de Pâques (2022)
"Legend of the Sea Devils" voit revenir dans la série des anciens ennemis du Docteur de l'ancienne série ; les Sea Devils.

### Centenaire de la BBC (2022)
Il s'agit du dernier épisode avec Jodie Whittaker dans le rôle du Docteur. L'épisode est très spécial car il marque les cent ans de la chaîne BBC. Il devait contenir plein de surprises. L'épisode marqua aussi l'arrivée du Quatorzième Docteur, incarné par David Tennant à l'occasion des 60 ans de la série en 2023.

### La Guerre de la Réalité (2025)
Le Treizième Docteur apparaît dans le TARDIS du Quinzième Docteur alors qu'il se prépare à déclencher sa prochaine régénération pour décaler la réalité d'un degré afin de faire de Poppy Belinda Chandra sa fille. Après avoir échoué à le dissuader, le Treizième Docteur offre à son successeur quelques conseils sur la manière de procéder. Avant que le Treizième Docteur ne soit renvoyée à son époque, le Quinzième Docteur révèle que, bien qu'elle ne dira jamais à Yaz qu'elle l'aime, Yaz le sait déjà.

## Apparence et personnalité

### Apparence
Adoptant donc le physique de Jodie Whittaker, le Treizième Docteur a l’aspect d’une femme d'une trentaine d'années, de taille moyenne, aux cheveux blonds et mi-longs. Le costume dans lequel Jodie Whittaker apparaît le 16 juillet 2017 a été confirmé comme n'étant pas le costume officiel du Treizième Docteur. Il faut attendre le 9 novembre de la même année pour que le costume du Treizième Docteur soit révélé par la BBC. Cette tenue est composée d'un pantalon bleu, de bottes marron, de bretelles jaune, d'un pull bleu foncé sur lequel figure un motif arc-en-ciel, ainsi qu'une longue veste grise qui surplombe l'ensemble. Thomas Ling, Huw Fullerton et Paul Jones du Radio Times y voient plusieurs références au passé de la série : les bretelles et les bottes renvoient au Onzième Docteur. Cette comparaison est d'autant plus pertinente que le designer qui a composé cette tenue est également celui qui a composé la tenue du Onzième Docteur. Les rayures sur son pull rappellent les motifs de l'écharpe du Quatrième Docteur. Ils voient aussi dans le pantalon porté assez haut une référence au Deuxième Docteur.
L'apparence extérieure du TARDIS change également, et se rapproche davantage de l'aspect du TARDIS lors des années 1970 et 1980, avec notamment la plaque sur la porte qui passe du blanc au noir. Le 20 février 2018, la BBC révèle le nouveau logo qui sera utilisé pour la saison 11. Le but était de produire un logo au design « moderne et élégant ».

### Personnalité
« Un peu d'adrénaline, une pincée de rage et une pointe de panique ont réassemblé mon cerveau. Je sais exactement qui je suis. Je suis le Docteur, assurant le fair-play dans cet Univers. »

— Le treizième Docteur, dans La Femme qui venait d'ailleurs
Dans une interview accordée au Radio Times, Chris Chibnall décrit le Treizième Docteur comme étant « chaleureuse, drôle, énergique » et comme la « meilleure amie possible ». L'actrice elle-même, Jodie Whittaker, ajoute que son Docteur parle très rapidement. Mandip Gill, qui joue Yasmin Khan, compare le Treizième Docteur au Onzième Docteur, affirmant que les deux incarnations du Docteur sont autant dynamiques l'une que l'autre.
Dès sa première aventure, le treizième Docteur se montre en effet très énergique, optimiste et rieuse, assez bavarde (elle évoque sa famille disparue sans complexe) et débrouillarde (elle fabrique son propre tournevis sonique avec quelques matériaux trouvés au hasard, sait manier des outils de métallurgie).
Malgré ce côté très chaleureux et survolté (elle surnomme ses compagnons sa "fam") ce docteur garde tout de même paradoxalement une certaine distance avec ses compagnons, leurs cachant des choses sur son passé (ils doivent attendre le début de la saison 12 pour apprendre qu’elle est une seigneur du temps capable de se régénérer),omettant souvent de leurs expliquer ses plans et se montrant parfois cassante lorsqu'ils posent trop de questions. Ce trait de caractère exaspère Yaz, qui essaye de le corriger.
Elle reste tout de même très proche de ses compagnons (surtout de Yaz) et est assez affectée de leurs départ, n’aimant pas les au-revoirs.

## Casting et réception

### Casting
Dans une interview diffusée par la BBC, Jodie Whittaker révèle que Chris Chibnall lui a donné le rôle lors d'une discussion autour de la série Broadchurch. Alors qu'elle lui proposait d'être dans le rôle d'un ennemi du Docteur, il lui a tout simplement annoncé son idée, qu'elle soit le Treizième Docteur. Elle a accepté dans les 24 heures qui ont suivi.
Le choix de Whittaker est révélé le 16 juillet 2017 dans une vidéo d'une minute diffusée après la finale homme de Wimbledon (puis relayée sur Twitter, YouTube, Facebook, etc.), dans laquelle on peut la voir, le visage caché. Elle révèle son visage à la fin de la vidéo, où elle est présentée comme le nouveau Docteur. Face à des rumeurs selon lesquelles il n'y aurait aucun épisode de Doctor Who en 2019, la BBC déclare dans une interview accordée à Starburst que la 12e saison sera bien diffusée en 2019, et que Jodie Whittaker y incarnera encore le Docteur.
Le 23 octobre 2017, l'identité des compagnons du Treizième Docteur est révélée par la BBC : il s'agit de Graham O'Brien (Bradley Walsh), Ryan Sinclair (Tosin Cole) et Yasmin Khan (Mandip Gill). Aucun Docteur n'avait eu trois compagnons en même temps depuis le Cinquième Docteur. Dans le même communiqué de presse, il est également annoncé que la première saison du Treizième Docteur (la saison 11) débutera en automne 2018, et ne sera constituée que de dix épisodes d'une durée de 50 minutes chacun, à l'exception du premier. La BBC a en effet confirmé que le premier épisode durerait 65 minutes.

### Casting d'une femme Docteur
Le concept d'une femme en tant que Docteur a été mentionné pour la première fois en 1981, lorsque Tom Baker a suggéré que son successeur pourrait être une femme, après avoir annoncé la fin de son mandat en tant que Quatrième Docteur,. Le producteur, John Nathan-Turner, a ensuite discuté de la possibilité de caster une femme en tant que Sixième Docteur pour remplacer le départ de Peter Davison en tant que Cinquième Docteur, affirmant que c'était faisable, mais pas quelque chose qu'il envisageait pour le moment. En octobre 1986, pendant la diffusion de la dernière saison de Colin Baker en tant que Sixième Docteur, le créateur de la série, Sydney Newman, a écrit au contrôleur de la BBC, Michael Grade, avec la suggestion que "à un stade ultérieur, Doctor Who devrait se métamorphoser en une femme". Dawn French, Joanna Lumley et Frances de la Tour ont été suggérées par Newman en 1986 pour le rôle, mais ont été rejetées par la BBC. Lumley est ensuite apparue dans une version satirique de la Treizième Docteure dans l'épisode spécial Comic Relief de 1999, "Doctor Who - La Malédiction de la Mort Fatale". Arabella Weir a également joué une version alternative du Troisième Docteur dans l'épisode Exile de Doctor Who Unbound de Big Finish. Aucune des deux interprétations n'est généralement considérée comme faisant partie de la continuité principale de la série. La productrice, Jane Tranter, a également envisagé de caster Judi Dench en tant que Neuvième Docteur.
Le concept des Seigneurs du Temps changeant de sexe lors de la régénération a été semé tout au long du mandat de Moffat en tant que showrunner. Juste après sa régénération, le Onzième Docteur s'exclame : "Je suis une fille ?". Dans l'épisode de 2011, "L'Âme du TARDIS", le Docteur se souvient d'un ami Seigneur du Temps connu sous le nom de Corsair, qui avait au moins deux incarnations féminines. Dans le court-métrage de 2013, "The Night of the Doctor", la Confrérie de Karn offre au Huitième Docteur mourant (Paul McGann) le contrôle sur sa régénération inévitable, avec "homme ou femme" étant présenté comme des possibilités. La première régénération intersexe à l'écran a été montrée dans l'épisode de 2015, "Montée en enfer", dans lequel un général gallifreyan blanc (Ken Bones) se régénère en une femme noire (T'Nia Miller), qui déclare que son incarnation précédente était la seule fois où elle avait été un homme.
Le Seigneur du Temps le plus notable à être apparu sous des formes masculines et féminines avant le casting de Whittaker est l'ennemi du Docteur, le Maître, incarné de 2014 à 2017 par l'actrice écossaise Michelle Gomez. Cette version du personnage était connue sous le nom de Missy, abréviation de "Mistress". La finale de la dixième série, "L'éternité devant soi" / "Le Docteur tombe", aborde plusieurs fois la régénération intergenre ; le Docteur dit à sa compagne Bill Potts (Pearl Mackie) que Missy était "son premier béguin pour un homme", et ajoute qu'il est "assez sûr" qu'il était lui-même un homme à l'époque, bien que le commentaire puisse avoir été fait de manière légère.

### Réception

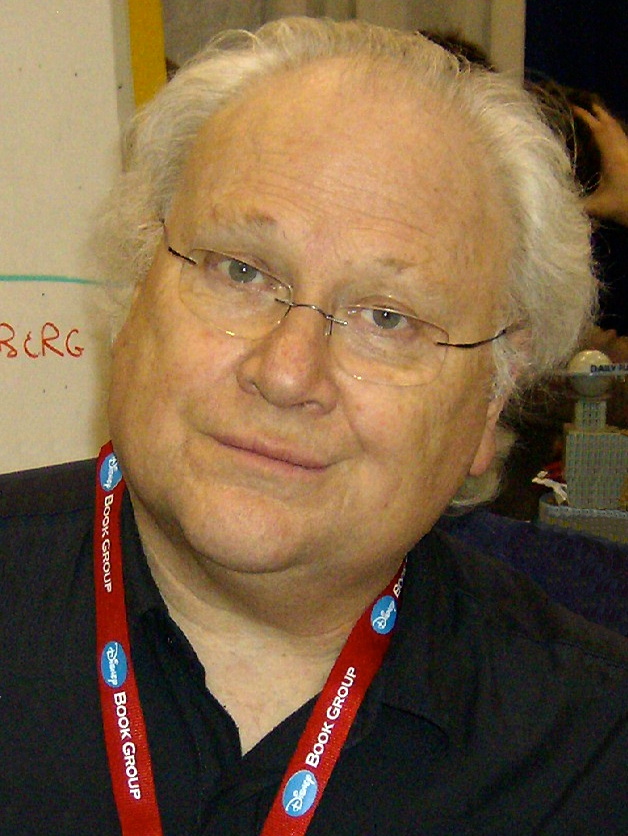
Colin Baker, l'interprète du Sixième Docteur, se réjouit du casting de Jodie Whittaker.

La réaction des fans face à l'annonce du choix Whittaker en tant que prochain Docteur a été largement positive, bien que "une minorité importante ait protesté contre le fait que le Docteur ne devrait pas être joué par une femme". Certains ont dit qu'une Docteur serait un bon modèle pour les jeunes filles, tandis que d'autres ont estimé que le Docteur était censé être uniquement masculin, ou ont critiqué la distribution comme un exercice politiquement correct,,. Lors du panel de Doctor Who à la Comic-Con International de San Diego en 2017, le scénariste sortant Steven Moffat a nié qu'il y ait eu une "réaction négative" à la distribution de Whittaker, et a déclaré qu'il y avait "80% d'approbation sur les réseaux sociaux". Moffat a commenté : "Il me semble que les fans de Doctor Who sont plus excités par l'idée qu'une brillante actrice joue le rôle que par le fait qu'elle soit une femme. Cela a été incroyablement progressiste et éclairé."
La journaliste du journal The Guardian, Zoe Williams, a décrit le casting de Whittaker comme "la féministe révolutionnaire dont nous avons besoin en ce moment", louant la décision comme "la différence entre tolérer la modernité et l'incarner". Williams a comparé le casting d'une Docteur féminine à d'autres exemples de la série brisant des "tabous culturels", mentionnant les compagnons Capitaine Jack Harkness (John Barrowman) et Bill Potts (Pearl Mackie) comme des exemples de la diversité de la série.
Certaines personnes ont vu le choix d'une femme pour incarner le Docteur comme une décision purement politique, ce à quoi Russell T. Davies, le premier producteur-exécutif de la série lors de sa reprise en 2005, répond que cela n'a rien à voir avec de la politique : c'est un choix personnel de Chris Chibnall.
Lors de la cérémonie des National Television Awards de 2018, Jodie Whittaker se voit honorée de l'Award du « meilleur moment TV de 2017 » pour la courte-vidéo d'une minute dans laquelle son identité fut révélée en juillet 2017,

### Réception d'anciens acteurs de la série
Sur Twitter, d'anciens acteurs de la série, dont Colin Baker (le Sixième Docteur), Billie Piper (Rose Tyler), Pearl Mackie (Bill Potts) ou Arthur Darvill (Rory Williams) ont montré leur enthousiasme à la suite de la révélation. Alex Kingston (River Song) a découvert lors d'un panel à la Raleigh Supercon l'identité du Treizième Docteur (des fans présents lui ont dit) et s'est montrée très heureuse, jugeant que Jodie Whittaker est une très bonne actrice. Colin Baker, après avoir pris connaissance des nombreuses critiques, s'est dit étonné par la réaction de certains fans qui disent qu'ils ne regarderont plus la série car le Docteur est une femme. Il dit même hésiter à les appeler des « fans ». Jodie Whittaker, l'actrice elle-même, a demandé aux fans de ne pas avoir peur du changement de genre du personnage, à la suite des réactions de ces derniers. Peter Davison, qui a interprété le Cinquième Docteur de 1982 à 1984, s'est dit déçu du fait que le Treizième Docteur soit une femme. Il va même jusqu'à dire que c'est la « perte d'un modèle pour les garçons ». Néanmoins, il a noté que Whittaker est une « actrice formidable » et ferait un « travail merveilleux » dans le rôle,.

### Accueil de son premier épisode
La Femme qui venait d'ailleurs, le premier épisode du Treizième Docteur, a reçu de nombreuses critiques positives, notamment de la part de Den of Geek, Cultbox, ou encore du Radio Times.
Jim Shelley du Daily Mail se dit cependant déçu du début de Jodie Whittaker à la fin de Il était deux fois, début qu'il ne juge pas particulièrement bon. Michael Hogan du Telegraph se montre également déçu de cet épisode, mais espère que l'arrivée de Jodie Whittaker sera synonyme de renouveau et marquera la fin de scripts où la parole prenait trop de place ainsi que le début de nouvelles aventures.
L'épisode fait partie des épisodes les plus regardés de la nouvelle série, avec un taux d'audience de 10,96 millions : aucun épisode n'avait atteint un tel score depuis 2013.